# 최가은
최가은은 대한민국의 배구 선수이다. 2019-20 V리그 1라운드 5순위(화성 IBK기업은행 알토스)로 프로에 입단하였다. 현재는 김천 한국도로공사 하이패스 소속 미들블로커로 뛰고 있다.